# Ligne de Pamiers à Limoux
La ligne de Pamiers à Limoux est une ancienne ligne ferroviaire française a écartement standard et à voie unique longue de 63,1 kilomètres, établie dans les départements de l'Aude et de l'Ariège. Elle a été mise en service par la Compagnie des chemins de fer du Midi et du Canal latéral à la Garonne en 1898 et la dernière section a été définitivement fermée en 1973. Elle se greffait sur la ligne de Portet-Saint-Simon à Puigcerda (frontière) en gare de Pamiers et rejoignait celle de Carcassonne à Rivesaltes en gare de Limoux.
Elle constituait la ligne 673 000 du réseau ferré national.

## Historique
La loi du 17 juillet 1879 (Plan Freycinet) portant classement de 181 lignes de chemin de fer dans le réseau des chemins de fer d’intérêt général retient en n° 163, une ligne « d'un point à déterminer entre Pamiers et Saint-Antoine-de-Foix à un autre point à déterminer entre Limoux et Quillan ». Cette ligne a été déclarée d'utilité publique le 23 août 1881. Elle est concédée à la Compagnie des chemins de fer du Midi et du Canal latéral à la Garonne par une convention signée le 9 juin 1883 entre le ministre des Travaux publics et la compagnie. Cette convention est approuvée par une loi le 20 novembre 1883.
Sa construction débute en 1892 et elle est ouverte le 1er janvier 1898 (de Mirepoix à Limoux), puis le 20 novembre 1898 (de Pamiers à Mirepoix).
L'histoire de cette ligne de chemin de fer est liée à deux autres lignes se trouvant aussi dans le massif du Plantaurel et le plateau du Razès. Il s'agit de la ligne de Bram à Belvèze et de la ligne de Moulin-Neuf à Lavelanet. En effet, le projet initial, élaboré à l'échelle des deux départements vers 1870 proposait avant tout une liaison Bram–Pamiers avec une antenne Mirepoix–Lavelanet ; mais il fut ensuite repris dans le cadre des conventions Freycinet où les deux lignes apparurent sous les numéros de projet 563 (Limoux–Pamiers) et 564 (Bram–Lavelanet).
La transversale Limoux–Pamiers qui reliait directement les deux lignes des vallées de l'Aude (Quillan–Carcassonne) et de l'Ariège (Foix–Toulouse) était avant tout d'intérêt stratégique en permettant un itinéraire d'évitement de Toulouse, alors que la ligne Bram–Lavelanet répondait à des nécessités commerciales en offrant un débouché à la production du pays d'Olmes et de la haute vallée de l'Hers (bois, textile, peignes en corne, chapellerie...).
Mais la réalité de l'exploitation ferroviaire fut tout autre : aucun train direct ne circula entre Limoux et Pamiers. Aussi peut on parler d'une ligne (Bram–Lavelanet) et de deux antennes (Belvèze–Limoux et Moulin Neuf –Pamiers). À noter qu'au niveau du réseau ferré national, la numérotation des lignes est encore différente,il y a trois lignes : la ligne de Bram à Belvèze-du-Razès (675 000), la ligne de Pamiers à Limoux (673 000), la ligne de Moulin-Neuf à Lavelanet (674 000).
Ces lignes furent inscrites en 1933 à la seconde phase du programme d'électrification des lignes Midi du Languedoc ; ce projet ne connut pas de suite.

### Dates de déclassement
La ligne a été déclassée en plusieurs étapes :
- Les sections du Carlaret à Mirepoix (PK 72,100 à 89,363) et de Belvèze (Aude) à Limoux (PK 111,010 à 127,5xx) le 30 novembre 1941[4].
- La section de Pamiers au Carlaret (PK 65,076 à 72,100), dont la voie avait été déposée par les Allemands en 1944, le 12 novembre 1954[5].
- La section de Mirepoix à Belvèze (Aude) (PK 89,363 à 111,010), qui était restée ouverte au service fret jusqu'en 1973, le 24 février 1975[6].

## Infrastructure et tracé
La voie unique se forme à Pamiers, gare sur l’axe transpyrénéen de Toulouse à La Tour-de-Carol. Dès la sortie de la localité de Pamiers, le tracé pique plein est et traverse deux fois l'Estaut pour arriver au bout d'une longue ligne droite à la gare du Carlaret. Après, le tracé de la ligne était marqué d'ondulation et desservait les gares de Saint-Amadou, Les Pujols, Rieucros et Coutens, tout en franchissant quelques cours d'eau comme la Douctouyre. Ensuite, la ligne suivait l'Hers sur sa rive gauche par un profil en déclivité oscillant entre 3 et 8 mm/m, elle passait à Mirepoix et franchissait un pont sur l'Hers pour arriver en gare de Moulin-Neuf.
Après avoir laissé la bifurcation vers Lavelanet en gare de Moulin-Neuf, la voie change de département. Elle franchissait alors la limite de partage des eaux entre Méditerranée (bassin de l’Aude) et Atlantique (bassin de l’Ariège) par le tunnel de Rey. À la sortie, la voie avait alors une déclivité de 15 mm/m. Elle descend jusqu’à Belvèze-du-Razès où elle passe l'aiguillage de la ligne pour Bram au lieu-dit Coume Cristo.
La voie s’abaisse alors progressivement en pente de 10 mm/m dans une zone au relief ondulé, pour rejoindre la vallée du Sou de Val de Daigne, qu’elle franchit à deux reprises de part et d’autre de Saint-Martin-de-Villeréglan. Près de la gare de Cépie, elle retrouve la voie de Carcassonne à Rivesaltes qu'elle côtoie jusqu'à la gare de Limoux sans jamais la rejoindre. Effectivement, les deux voies arrivaient bien de façon indépendante jusqu’à Limoux après avoir franchi un pont double sur l'Aude.

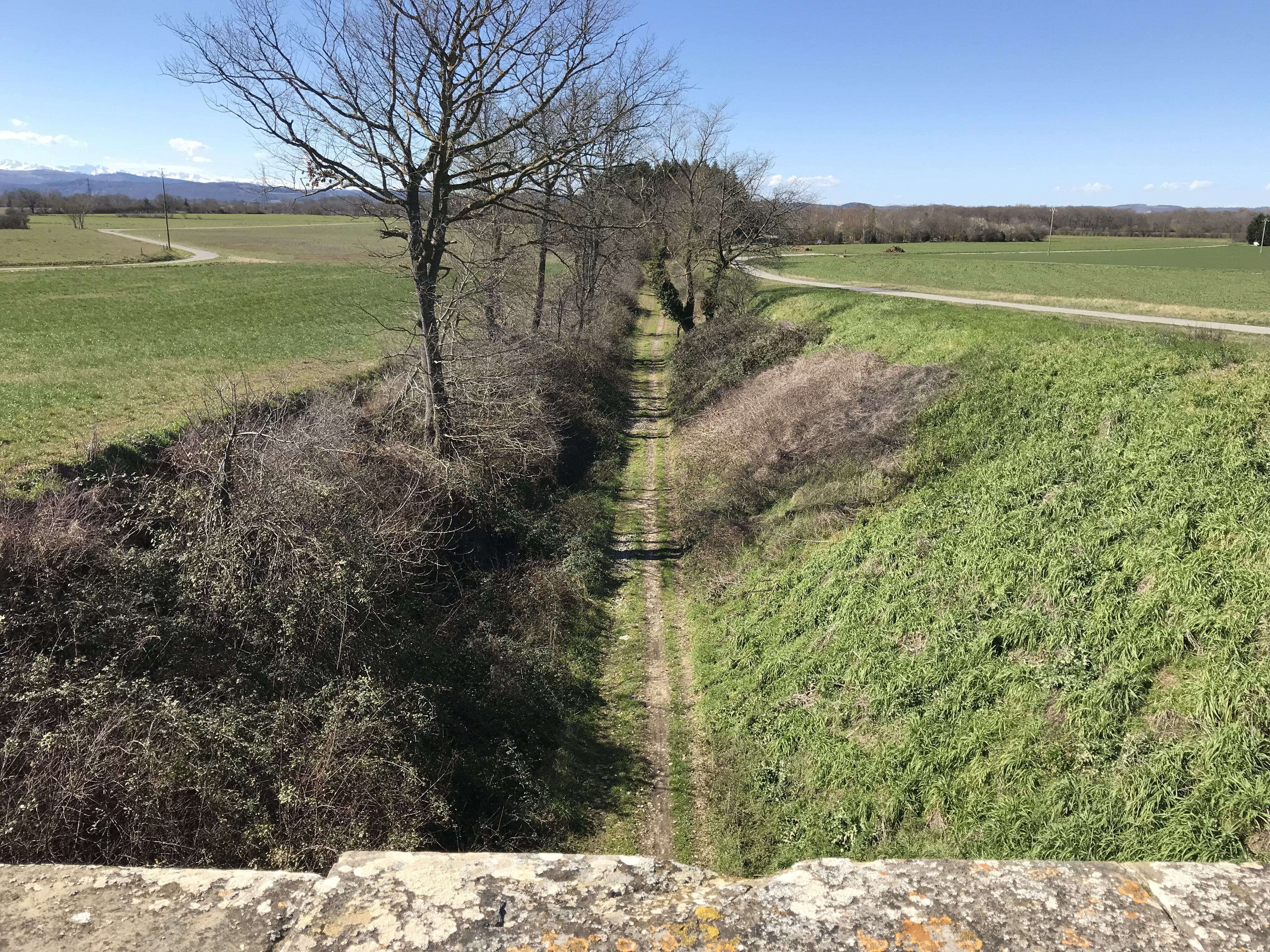
La ligne au Carlaret.
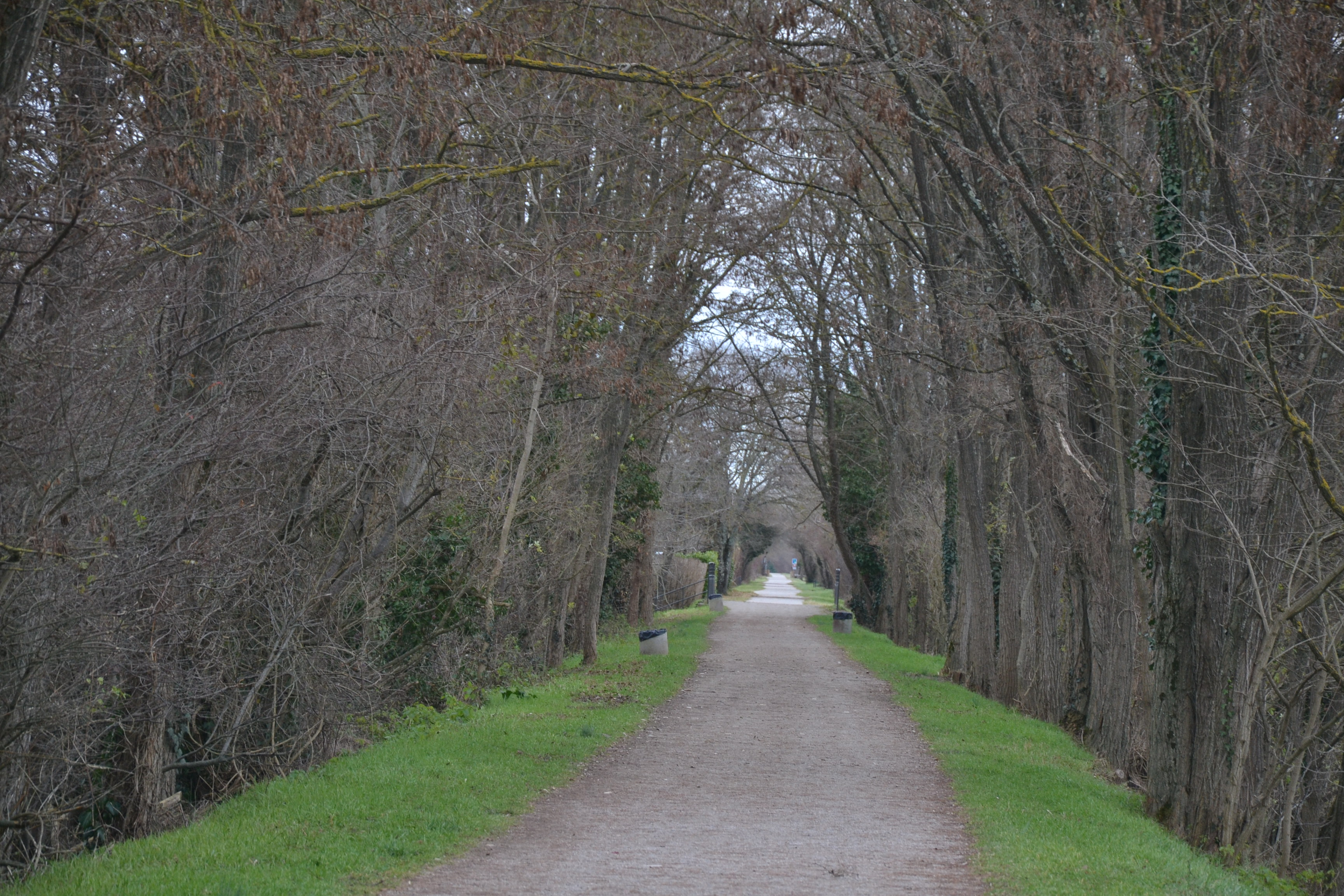
La ligne au sortir de Mirepoix, vers l'est.
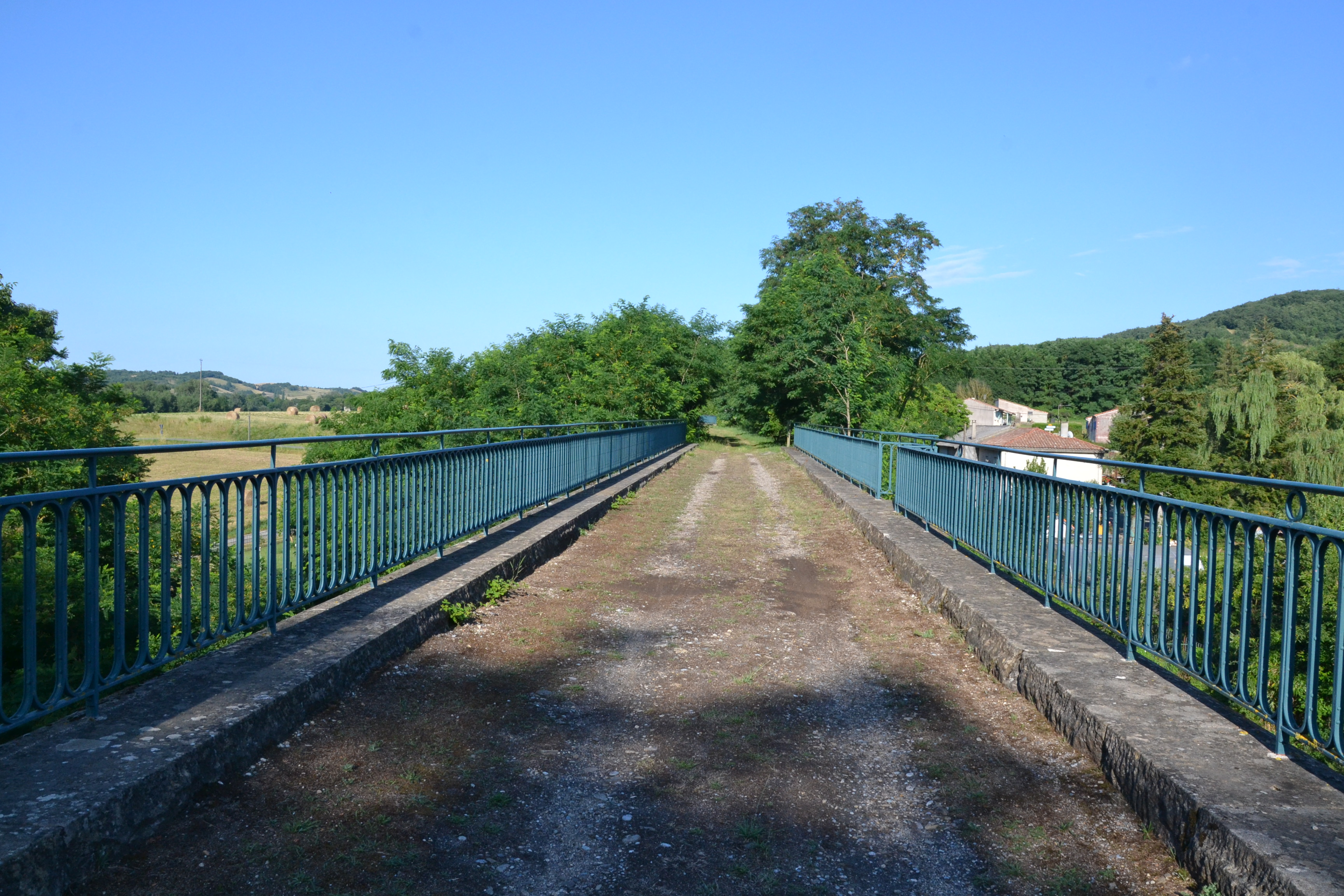
Pont sur l'Hers à Moulin-Neuf.

## Exploitation
L'exploitation de la ligne débuta le 1er janvier 1898, puis le 20 novembre 1898 pour la section Pamiers - Mirepoix. Le service voyageur fut fermé en 18 avril 1939 et le 15 mai 1939 pour la section Moulin-Neuf - Pamiers. Il y eut une réouverture temporaire du service voyageur du 5 mai 1941 au 6 mai 1946, effectivement la pénurie de transports routiers conduisit à ajouter une voiture au train de marchandises subsistant. Le service marchandise s’arrêta le 1er juin 1941 pour les sections Pamiers-Mirepoix et Belvèze-du-Razès - Limoux. Le service marchandise restant fut fermé le 16 décembre 1973 en même temps que la ligne. La voie a été déposée peu après.

### Machines et circulation des trains
Au tout début, les lignes du Plantaurel et du Razès étaient parcourues par des trains omnibus et mixtes, ces derniers étaient remorqués par des locomotrices types 030, 130, 040 et Engerth 032T. Ces locomotives étaient alors basées dans les dépôts de Carcassonne et Foix. De nouvelles locomotives des 140 des séries 4000 et 4100 (ces dernières de construction américaine Alco) firent leur apparition pour desservir ces lignes dans les années 1930.
Le secours s’il était nécessaire, en gares et entre les gares de Moulin-Neuf et Belvèze-du-Razès aurait été demandé à la gare de Bram, qui aurait adressé une demande rédigée en conséquence à celle de Castelnaudary. S’il était nécessaire sur les autres points de la section Pamiers – Moulin-Neuf, il aurait été demandé en gare de Pamiers, qui aurait adressé une demande rédigée en conséquence à celle de Foix. S’il était nécessaire sur les autres points de la section Belvèze-du-Razès - Limoux, il aurait été demandé en gare de Limoux, qui aurait adressé une demande rédigée en conséquence à celle de Carcassonne.
En 1924, quatre trains (deux dans chaque sens) parcouraient la ligne en reliant Pamiers à Moulin-Neuf, dix trains Bram-Lavelanet (cinq dans chaque sens) desservaient la section de Moulin-Neuf à Belvèze-du-Razès, et enfin six trains (trois dans chaque sens) reliaient Belvèze-du-Razès à Limoux.

### Vitesses limites
En mai 1930 les vitesses limites que les trains ne devaient pas dépasser sont exposées dans le tableau suivant.
| Sections de la ligne  | Vitesse limites (km/h) | Vitesse limites (km/h) | Vitesse limites (km/h) |
| Sections de la ligne  | Trains de voyageurs    | Trains mixtes          | Trains de marchandises |
| --------------------- | ---------------------- | ---------------------- | ---------------------- |
| Pamiers à Moulin-Neuf | 90                     | 65 ou 60               | 50                     |
| Moulin-Neuf à Limoux  | 85                     | 65 ou 60               | 45                     |

### Horaires de 1924
| 14 BRAM A LAVELANET      | 14 BRAM A LAVELANET       | 14 BRAM A LAVELANET       | 14 BRAM A LAVELANET       | 14 BRAM A LAVELANET         | 14 BRAM A LAVELANET         | 14 BRAM A LAVELANET         | 14 BRAM A LAVELANET         | 14 BRAM A LAVELANET | 14 BRAM A LAVELANET | 14 BRAM A LAVELANET       | 14 BRAM A LAVELANET       | 14 BRAM A LAVELANET       | 14 BRAM A LAVELANET         | 14 BRAM A LAVELANET         | 14 BRAM A LAVELANET       | 14 BRAM A LAVELANET       |
| Dist.                    | STATIONS                  | STATIONS                  | 3921 MIXTE 1re.2e.3e.     | 979 T.L. MIXTE 1re.2e.3e.   | 3923 MIXTE 1re.2e.3e.       | 975 T.L. OMNIBUS 1re.2e.3e. | 3925 T.L OMNIBUS 1re.2e.3e. |                     | Dist.               | STATIONS                  | STATIONS                  | 3920 OMNIBUS 1re.2e.3e.   | 970 T.L OMNIBUS 1re.2e.3e.  | 3922 T.L MIXTE 1re.2e.3e.   | 978 T.L MIXTE 1re.2e.3e.  | 3924 MIXTE 1re.2e.3e.     |
| ------------------------ | ------------------------- | ------------------------- | ------------------------- | --------------------------- | --------------------------- | --------------------------- | --------------------------- | ------------------- | ------------------- | ------------------------- | ------------------------- | ------------------------- | --------------------------- | --------------------------- | ------------------------- | ------------------------- |
| 0                        | Bram                      | dép                       | 7 53                      | 10 03                       | 15 07                       | 16 07                       | 20 08                       |                     | 0                   | Lavelanet                 | dép                       | 5 27                      | Départ Pamiers              | 11 43                       | Départ Mirepoix           | 15 16                     |
| 7                        | Montréal-Aude             | Montréal-Aude             | 8 03                      | 10 13                       | 15 17                       | 16 17                       | 20 18                       |                     | 4                   | Laroque d'Olmes           | Laroque d'Olmes           | 5 33                      | Départ Pamiers              | 11 50                       | Départ Mirepoix           | 15 23                     |
| 12                       | Cailhau                   | Cailhau                   | 8 12                      | 10 22                       | 15 26                       | 16 25                       | 20 26                       |                     | 7                   | Le Peyrat-La Bastide      | Le Peyrat-La Bastide      | 5 41                      | Départ Pamiers              | 11 58                       | Départ Mirepoix           | 15 32                     |
| 16                       | Belvèze-Aude              | arr                       | 8 18                      | 10 28                       | 15 32                       | 16 31                       | 20 32                       |                     | 11                  | Ste-Colombe-sur-l'Hers    | Ste-Colombe-sur-l'Hers    | 5 48                      | Départ Pamiers              | 12 05                       | Départ Mirepoix           | 15 39                     |
| 16                       | Belvèze-Aude              | dép                       | 8 30                      | 10 32                       | 15 37                       | 16 37                       | 20 34                       |                     | 11                  | Ste-Colombe-sur-l'Hers    | Ste-Colombe-sur-l'Hers    | 5 48                      | Départ Pamiers              | 12 05                       | Départ Mirepoix           | 15 39                     |
| 22                       | Bellegarde-Aude           | Bellegarde-Aude           | 8 42                      | 10 44                       | 15 49                       | 16 52                       | 20 43                       |                     | 14                  | Rivel-Montbel             | Rivel-Montbel             | 5 55                      | Départ Pamiers              | 12 12                       | Départ Mirepoix           | 15 46                     |
| 27                       | Lignairolles-Aude (halte) | Lignairolles-Aude (halte) | 8 53                      | 10 55                       | 16 00                       | 17 00                       | 20 51                       |                     | 18                  | Chalabre                  | Chalabre                  | 6 05                      | Départ Pamiers              | 12 21                       | Départ Mirepoix           | 15 55                     |
| 31                       | Moulin-Neuf               | arr                       | 9 00                      | 11 02                       | 16 07                       | 17 06                       | 20 57                       |                     | 24                  | Camon                     | Camon                     | 6 14                      | Départ Pamiers              | 12 30                       | Départ Mirepoix           | 16 04                     |
| 31                       | Moulin-Neuf               | dép                       | 9 08                      | 11 11                       | 16 23                       | 17 30                       | 21 10                       |                     | 28                  | Lagarde                   | Lagarde                   | 6 21                      | Départ Pamiers              | 12 37                       | Départ Mirepoix           | 16 11                     |
| 35                       | Lagarde                   | Lagarde                   | 9 16                      | Vers Mirepoix               | 16 31                       | Vers Pamiers                | 21 18                       |                     | 32                  | Moulin-Neuf               | arr                       | 6 28                      | 7 51                        | 12 44                       | 15 48                     | 16 18                     |
| 39                       | Camon                     | Camon                     | 9 23                      | Vers Mirepoix               | 16 38                       | Vers Pamiers                | 21 25                       |                     | 32                  | Moulin-Neuf               | dép                       | 6 31                      | 8 00                        | 12 54                       | 16 10                     | 16 35                     |
| 45                       | Chalabre                  | Chalabre                  | 9 35                      | Vers Mirepoix               | 16 50                       | Vers Pamiers                | 21 37                       |                     | 36                  | Lignairolles-Aude (halte) | Lignairolles-Aude (halte) | 6 38                      | 8 07                        | 13 01                       | 16 17                     | 16 42                     |
| 49                       | Rivel-Montbel             | Rivel-Montbel             | 9 42                      | Vers Mirepoix               | 16 57                       | Vers Pamiers                | 21 44                       |                     | 41                  | Bellegarde-Aude           | Bellegarde-Aude           | 6 46                      | 8 15                        | 13 10                       | 16 27                     | 16 51                     |
| 52                       | Ste-Colombe-sur-l'Hers    | Ste-Colombe-sur-l'Hers    | 9 49                      | Vers Mirepoix               | 17 04                       | Vers Pamiers                | 21 51                       |                     | 47                  | Belvèze-Aude              | arr                       | 6 53                      | 8 23                        | 13 18                       | 16 36                     | 16 59                     |
| 52                       | Ste-Colombe-sur-l'Hers    | Ste-Colombe-sur-l'Hers    | 9 49                      | Vers Mirepoix               | 17 04                       | Vers Pamiers                | 21 51                       | dép                 | 47                  | Belvèze-Aude              | 6 55                      | 8 34                      | 13 24                       | 16 41                       | 17 04                     |                           |
| 56                       | Le Peyrat-La Bastide      | Le Peyrat-La Bastide      | 9 56                      | Vers Mirepoix               | 17 13                       | Vers Pamiers                | 21 59                       |                     | 51                  | Cailhau                   | Cailhau                   | 7 01                      | 8 40                        | 13 30                       | 16 50                     | 17 10                     |
| 59                       | Laroque d'Olmes           | Laroque d'Olmes           | 10 03                     | Vers Mirepoix               | 17 20                       | Vers Pamiers                | 22 05                       |                     | 56                  | Montréal-Aude             | Montréal-Aude             | 7 09                      | 8 48                        | 13 39                       | 16 59                     | 17 19                     |
| 63                       | Lavelanet                 | arr                       | 10 10                     | Vers Mirepoix               | 17 27                       | Vers Pamiers                | 22 10                       |                     | 63                  | Bram                      | arr                       | 7 17                      | 8 57                        | 13 48                       | 17 09                     | 17 28                     |
|                          |                           |                           |                           |                             |                             |                             |                             |                     |                     |                           |                           |                           |                             |                             |                           |                           |
| 15 BELVEZE-AUDE A LIMOUX |                           |                           |                           |                             |                             |                             |                             |                     |                     |                           |                           |                           |                             |                             |                           |                           |
| Dist.                    | STATIONS                  | STATIONS                  | STATIONS                  | 3941 T.L. MIXTE 1re.2e.3e.  | 3941 T.L. MIXTE 1re.2e.3e.  | 3943 T.L. MIXTE 1re.2e.3e.  | 3945 T.L. MIXTE 1re.2e.3e.  |                     | Dist.               | STATIONS                  | STATIONS                  | STATIONS                  | 3940 T.L. MIXTE 1re.2e.3e.  | 3942 T.L OMNIBUS 1re.2e.3e. | 3944 T.L MIXTE 1re.2e.3e. | 3944 T.L MIXTE 1re.2e.3e. |
| 0                        | Belvèze-Aude              | Belvèze-Aude              | dép                       | 8 40                        | 8 40                        | 17 26                       | 20 40                       |                     | 0                   | Limoux                    | Limoux                    | dép                       | 7 36                        | 15 55                       | 19 35                     | 19 35                     |
| 6                        | Routier-Brugairolles      | Routier-Brugairolles      | Routier-Brugairolles      | 9 02                        | 9 02                        | 17 48                       | 20 51                       |                     | 6                   | St-Martin-de-Villeréglan  | St-Martin-de-Villeréglan  | St-Martin-de-Villeréglan  | 7 52                        | 16 04                       | 19 45                     | 19 45                     |
| 9                        | Malviès-Lauraguel (halte) | Malviès-Lauraguel (halte) | Malviès-Lauraguel (halte) | 9 09                        | 9 09                        | 17 55                       | 20 58                       |                     | 8                   | Malviès-Lauraguel (halte) | Malviès-Lauraguel (halte) | Malviès-Lauraguel (halte) | 7 58                        | 16 09                       | 19 51                     | 19 51                     |
| 11                       | St-Martin-de-Villeréglan  | St-Martin-de-Villeréglan  | St-Martin-de-Villeréglan  | 9 21                        | 9 21                        | 18 07                       | 21 04                       |                     | 11                  | Routier-Brugairolles      | Routier-Brugairolles      | Routier-Brugairolles      | 8 15                        | 16 14                       | 19 57                     | 19 57                     |
| 17                       | Limoux                    | Limoux                    | arr                       | 9 33                        | 9 33                        | 18 19                       | 21 16                       |                     | 17                  | Belvèze-Aude              | Belvèze-Aude              | arr                       | 8 24                        | 16 22                       | 20 06                     | 20 06                     |
|                          |                           |                           |                           |                             |                             |                             |                             |                     |                     |                           |                           |                           |                             |                             |                           |                           |
| 16 MOULIN-NEUF A PAMIERS |                           |                           |                           |                             |                             |                             |                             |                     |                     |                           |                           |                           |                             |                             |                           |                           |
| Dist.                    | STATIONS                  | STATIONS                  | STATIONS                  | 971 T.L. OMNIBUS 1re.2e.3e. | 973 T.L. OMNIBUS 1re.2e.3e. | 979 T.L. MIXTE 1re.2e.3e.   | 975 MIXTE 1re.2e.3e.        |                     | Dist.               | STATIONS                  | STATIONS                  | STATIONS                  | 970 T.L. OMNIBUS 1re.2e.3e. | 978 T.L MIXTE 1re.2e.3e.    | 974 MIXTE 1re.2e.3e.      | 976 T.L. MIXTE 1re.2e.3e. |
| 0                        | Moulin-Neuf               | Moulin-Neuf               | dép                       | 5 36                        | 9 10                        | 11 11                       | 17 30                       |                     | 0                   | Pamiers                   | Pamiers                   | dép                       | 6 55                        | Départ Mirepoix             | 14 50                     | 20 10                     |
| 7                        | Mirepoix                  | Mirepoix                  | Mirepoix                  | 5 50                        | 9 23                        | 11 21                       | 17 55                       |                     | 8                   | Le Carlaret               | Le Carlaret               | Le Carlaret               | 7 05                        | Départ Mirepoix             | 15 04                     | 20 20                     |
| 12                       | Coutens (halte)           | Coutens (halte)           | Coutens (halte)           | nd                          | 9 30                        | Terminus Mirepoix           | 18 03                       |                     | 11                  | St-Amadou (halte)         | St-Amadou (halte)         | St-Amadou (halte)         | 7 12                        | Départ Mirepoix             | 15 11                     | 20 26                     |
| 16                       | Rieucros                  | Rieucros                  | Rieucros                  | 6 01                        | 9 37                        | Terminus Mirepoix           | 18 15                       |                     | 14                  | Les Pujols-Ariège         | Les Pujols-Ariège         | Les Pujols-Ariège         | 7 17                        | Départ Mirepoix             | 15 20                     | 20 3                      |
| 19                       | Les Pujols-Ariège         | Les Pujols-Ariège         | Les Pujols-Ariège         | 6 08                        | 9 44                        | Terminus Mirepoix           | 18 29                       |                     | 17                  | Rieucros                  | Rieucros                  | Rieucros                  | 7 24                        | Départ Mirepoix             | 15 32                     | 20 38                     |
| 22                       | St-Amadou (halte)         | St-Amadou (halte)         | St-Amadou (halte)         | 6 13                        | 9 49                        | Terminus Mirepoix           | 18 35                       |                     | 21                  | Coutens (halte)           | Coutens (halte)           | Coutens (halte)           | 7 31                        | Départ Mirepoix             | 15 40                     | 20 45                     |
| 25                       | Le Carlaret               | Le Carlaret               | Le Carlaret               | 6 19                        | 9 55                        | Terminus Mirepoix           | 18 49                       |                     | 26                  | Mirepoix                  | Mirepoix                  | Mirepoix                  | 7 42                        | 15 38                       | 15 59                     | 20 52                     |
| 33                       | Pamiers                   | Pamiers                   | arr                       | 6 29                        | 10 05                       | Terminus Mirepoix           | 19 00                       |                     | 33                  | Moulin-Neuf               | Moulin-Neuf               | arr                       | 7 51                        | 15 48                       | 16 13                     | 21 00                     |

nd = non desservi

## État actuel
À partir de 2007, le conseil départemental de l'Ariège a entrepris la transformation de la section de Mirepoix à Moulin-Neuf en voie verte. Avec l'ancienne ligne de Moulin-Neuf à Lavelanet, elle aussi transformée en voie verte, elle constitue le chemin des Filatiers, d'une longueur de 38 km.
Le conseil général de l'Aude a pour projet de prolonger cette voie verte jusqu’à Bram sur la plateforme de l'ancienne voie ferrée, afin de réaliser une piste cyclable de Bram à Montségur, reliée à la piste cyclable du canal du Midi.
À l'autre extrémité de la ligne, le conseil général de l'Ariège a aménagé une voie verte de Mirepoix à Pamiers par Rieucros